# 田村市運動公園
田村市運動公園（たむらしうんどうこうえん）は、福島県田村市にある運動公園である。

## 施設

### 田村市陸上競技場
- 日本陸上競技連盟第3種公認
- トラック : 400m×8レーン
- フィールド : 105m×68m
- 収容人数 : 6,311人（メインスタンド : 1,311人、芝生スタンド : 5,000人）

### 田村市総合体育館
- メインアリーナ
  - バスケットボール2面、バレーボール3面、バドミントン8面、ソフトテニス2面
  - 観覧席 : 936人
  - ランニングコース (200m)
- サブアリーナ
  - バスケットボール1面、バレーボール1面、バドミントン3面、ソフトテニス1面

### 多目的運動広場
- ソフトボール：4面
- サッカー：2面
- 300メートルトラック：1面
- その他屋外競技

### クロスカントリーコース
- 一周:2000メートル[1]
- 高低差:16メートル
- 幅:5メートル
- 全面天然芝

## アクセス
- 磐越東線船引駅から車で10分
- 磐越自動車道船引三春ICより車で20分